# أليف دي أندرادي
أليف دي أندرادي (9 ديسمبر 1993 في البرازيل - ) هو لاعب كرة قدم برازيلي في مركز الدفاع.

## روابط خارجية
- أليف دي أندرادي على موقع قاعدة بيانات كرة القدم.إي يو (الإنجليزية)
- أليف دي أندرادي على موقع Soccerway.com (الإنجليزية)